# Giles Fletcher den yngre
Giles Fletcher den yngre, född omkring 1588, död 1623, var en engelsk religiös skald, son till Giles Fletcher den äldre, bror till Phineas Fletcher, kusin till John Fletcher.
Fletcher blev efter studier i Cambridge 1618 kyrkoherde i en landsförsamling. Han utgav 1610 det efter mönster av Spenser och Guillaume du Bartas skrivna religiösa diktverket Christ's Victorie and Triumph, som inte varit utan inflytande på Miltons behandling av samma ämne i Paradise Regained. 
Båda bröderna Fletchers dikter är kritiskt utgivna av Grosart i "Fuller Worthies Library" (5 band, 1868-69), Giles Fletchers arbeten även i Grosarts "Early English Poets" (1876).